# Clause de compétence générale
La clause générale de compétence (CGC) est, en France, au Royaume-Uni et en Irlande (« general competence »), ou en Allemagne (« allgemeine Zuständigkeitsvermutung »), un concept juridique traduisant la capacité d'initiative d’une collectivité territoriale dans un domaine de compétences au-delà de celles qui lui sont attribuées de plein droit, sur le fondement de son intérêt territorial en la matière.
Ce concept ou des concepts proches (subsidiarité prévu à l'article 72 alinéa 2 de la constitution du 4 octobre 1958 par exemple) existent dans d'autres pays, dont en Tunisie (où il est inspiré du droit français) et en Inde où l'Union des États indiens est régie par une constitution qui liste des compétences de l'Union, celles des États ainsi que les compétences partagées, mais qui prévoit une clause de compétence générale (article 248 de la Constitution qui attribue le pouvoir législatif à l'Union dans tous les domaines non-expressément attribués aux États dans la Liste des États ou la Liste concurrente).

## Définition
Une collectivité territoriale, telle que la commune (depuis la loi NOTRe du 7 août 2015, le département et la région ne sont plus concernés par la clause générale de compétence), peut intervenir dans un domaine de compétences dès lors que l’intérêt de son territoire peut être invoqué. Cette notion d’intérêt traduit une approche finaliste qui permet, dans une certaine mesure, de dépasser ou d’élargir les compétences strictement attribuées par les lois en vigueur ; elle est ainsi susceptible de justifier les décisions de création d’un service public local, l’octroi de subventions ou d’aides matérielles, la réalisation de travaux, etc..
Au Royaume-Uni, les communes ont été longtemps contraintes par l'État, auquel il était reproché de parfois empêcher ces communes d'agir dans le meilleur intérêt de leurs administrés. L'idée de lever cette limitation en accordant un certain « pouvoir général de compétence » aux  autorités locales date au moins d'un rapport de la Commission Maud publié en 1967 sur la gestion au sein des gouvernements locaux, mais ce n'est qu'en 1972 que l'article 111 d'une loi dénommée Local Government Act a confié aux autorités locales le pouvoir de faire des choses « accessoires » ou « favorables » au bon exercice de leurs fonctions. Cette notion d'accessoire est relative aux fonctions et aux activités des autorités locales.

## Fondements européens
Les articles 2 et 3 de la Charte européenne de l’autonomie locale, signée à Strasbourg le 15 octobre 1985 dans le cadre du Conseil de l’Europe et approuvée par la France après la promulgation de la loi du 10 juillet 2006, disposent respectivement que « le principe de l’autonomie locale doit être reconnu dans la législation interne » et que « par autonomie locale, on entend le droit et la capacité effective pour les collectivités locales de régler et de gérer, dans le cadre de la loi, sous leur propre responsabilité et au profit de leurs populations, une part effective des affaires publiques ».
L’article 4, paragraphe 2 de la même Charte prévoit que « les collectivités locales ont, dans le cadre de la loi, toute latitude pour exercer leur initiative pour toute question qui n’est pas exclue de leur compétence ou attribuée à une autre autorité ».
La clause générale de compétence est également inscrite dans le droit européen, avec la nuance toutefois que celle-ci ne peut être exercée si elle est explicitement exclue des compétences de la collectivité ou si elle est exercée par une autre collectivité.
Bien que le terme soit très répandu, aucun texte, de loi ou constitutionnel, ne comporte les termes de « compétence générale ».